# 少女共和国
『少女共和国』（しょうじょきょうわこく）は、森下薫による日本の漫画作品。
隔月刊誌『Kiss PLUS』（講談社）にて2009年5月号から2010年9月号まで連載された。単行本は全2巻。

## あらすじ
事なかれ主義でクラス内のいじめも見て見ぬ振りをしてきた透子。だが、ルイという良き友を得た透子は、大人たちの理不尽に負けまいと戦い始める。

## 登場人物
奥貫 透子（おくぬき とおこ）
中学2年生。学級委員。クラスの輪を、家庭の輪を乱さないように、事なかれ主義で傍観者の立場を貫いてきた。
父を亡くしてから母と2人で暮らしてきたが、母が裕福な男性と再婚し生活保護生活から抜け出すことができたが、心が満たされず、食べては吐く行為をするようになってしまう。
月丘 ルイ（つきおか るい）
透子のクラスの転校生。名前の由来はルイ・アームストロング。母親はジャズピアニストで友達のように仲が良い。私生児であることを理由に小さい頃からいじめられてきた。
運野（うんの）
透子のクラスメイト。時々タバコ臭い。見て見ぬ振りをする透子を諫める。
峰 優花（みね ゆうか）
透子のクラスメイト。父親の浮気が原因で母親が荒れ始め、自身も少しずつ心が荒む。
貝塚（かいづか）
透子のクラスメイト。峰にプロフを荒らされた濡れ衣を着せられ、クラス中からハブにされる。
古関（こせき）
透子の担任。自分が受け持つクラスでいじめがあってはならないと、「今週の地獄部屋」という制度を作る。透子の策略で休職する。
透子の義父
透子の母親の再婚相手。高級品を好み、権力者と関係があることを自慢する。
日向 勇人（ひゅうが はやと）
古関の後任で透子のクラスの担任になる。

## 書誌情報
森下薫 『少女共和国』 〈講談社・KC Kiss〉 全2巻
1. 2010年01月13日発売、ISBN 978-4-06-340786-0
2. 2010年10月13日発売、ISBN 978-4-06-340822-5